# Auriculariaceae
Famille
Les Auriculariaceae sont une famille de champignons Basidiomycètes de l'ordre des Auriculariales.

## Liste des taxons de rang inférieur
Liste des genres selon GBIF (17 septembre 2021) :
- Auricularia Bull. ex Juss., 1789
- Drechslera Ito, 1959
- Eichleriella (Berk. & Broome) Lloyd
- Eocronartium
- Exidia
- Exidiopsis
- Fibulosebacea K.Wells & Raitv., 1987
- Grammatus
- Helicogloea
- Heterochaete
- Hirneola Fr., 1849
- Hirneolina
- Jola
- Mylittopsis Pat.
- Platygloea
- Pseudostypella McNabb, 1969
- Sebacinella Hauerslev, 1977
- Tremellochaete